# Aurel Wintner
Aurel Wintner   (Budapest, 8 d'abril de 1903 - Baltimore, 15 de gener de 1958) va ser un matemàtic hongarès emigrat als Estats Units.

## Vida i obra
Fill d'un comerciant holandès establert a Budapest, Wintner va dubtar molt entre estudiar ciències o música, ja que tenia un extraordinari talent pel violí. En acabar l'ensenyament secundari, el 1920 va ingressar a la universitat de Budapest per estudiar física i astronomia, abandonant per sempre la música. Degut a revessos econòmics de la família va haver de treballar com empleat de banca entre 1922 i 1927 i va haver de deixar la universitat el 1924. Durant aquests anys va publicar diversos articles científics que van cridar l'atenció de Leon Lichtenstein qui el va cridar a la universitat de Leipzig, on es va doctorar el 1927. El 1929-1930 va gaudir d'una beca internacional, que li va permetre estudiar a Roma i Copenhaguen.
El 1930 se'n va anar a Baltimore per incorporar-se a la universitat Johns Hopkins on va romandre fins a la seva mort l'any 1958, excepte un curs (1937/38) en que va ser visitant a l'Institut d'Estudis Avançats de Princeton, on va trabar amistat amb Norbert Wiener. El 1940, durant una trobada de la Societat Americana de Matemàtiques, tots dos, juntament a Ralph Boas, van inventar-se una revista anomenada Trivia Mathematica (subtitulada: Tot és trivial quan ja saps la demostració), que només acceptava originals en anglès bàsic, poldavià, peanès i/o ish i que estaria editada per la universitat dels Bad Lands. Entre els articles que pensaven publicar i havia enunciats tan peregrins com Una corba de Jordan que no passa per cap punt de cap pla, Sobre els nombres primers rodons, Sobre els plans tritangents a l'antisèptic ternari, Anàlisi elefantí i representació giràfica, i altres bestieses de l'estil. Quan van intentar incorporar al projecte Tibor Radó (que no tenia cap mena de sentit de l'humor) aquest es va enfadar.
El 1944 va ser nomenat editor de la revista American Journal of Mathematics, càrrec des del que va contribuir, juntament amb André Weil, a convertir-la en una revista de referència indispensable.
Wintner va ser un dels principals promotors de l'anàlisi matemàtica en el segle xx. Va publicar més de quatre-cents articles científics (!) i nou llibres de text entre els quals es troba el seu influent llibre sobre la teoria espectral de les matrius infinites (1929). Estava convençut que l millora de coneixements en aquesta àrea havia de servir com finament d'una teoria de reticles físics.